# Мерсед, Вильнелия
Вильнелия Мерсед Крус или Вильнелия, леди Форсайт-Джонсон (урожденная Мерсед; англ. Wilnelia Merced; исп. Wilnelia, Lady Forsyth-Johnson род. 12 октября 1957 или 12 октября 1959, Кагуас, Пуэрто-Рико) — пуэрториканская актриса

, фотомодель и королева красоты; победительница конкурса «Мисс Мира 1975 года».

## Биография
Вильнелия Мерсед родилась в городе Кагуасе на острове Пуэрто-Рико в Карибском море из группы Больших Антильских островов.
В 1975 году она выиграла местный конкурс красоты «Мисс Пуэрто-Рико», что дало её право показать себя на конкурсе «Мисс мира 1975» и девушка использовала свой шанс на все 100 %. В Королевском Альберт-Холле в Лондоне она была коронована, как самая красивая женщина планеты.
На протяжении более чем сорока лет Вильнелия Мерсед Крус оставалась единственной пуэрториканкой, выигравшей титул «Мисс мира», пока её соотечественница Стефани Дель Валье в 2016 году не выиграла этот титул для страны повторно, став предварительно, как и Мерсед «Мисс Пуэрто-Рико».
В 1980-х она много путешествовала и даже перед гражданской войной была приглашена в Сальвадор военным правительством, чтобы помочь успокоить ситуацию; но, как известно, уже было поздно; на этот раз красота не смогла спасти мир (погибло по разным оценкам до 100 тысяч человек). Вильнелия Мерсед, находясь в британской столице, так полюбила Англию, что позднее назвала Альбион своим вторым домом.

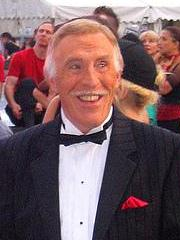
Форсайт, Брюс (муж)

После передачи короны на «Мисс мира 1976» году она подписала контракт с «Ford Models» в Нью-Йорке. В 1978 году на Таймс-сквер был выставлен гигантский плакат Вильнелии Мерсед. Она была представлена британскому телеведущему сэру Брюсу Форсайту на гала-концерте конкурса «Мисс мира» 1980 года в Лондоне. Мерсед вышла замуж за Брюса Форсайта в Нью-Йорке в 1983 году. Сын пары, Джонатан Джозеф («Джей-Джей»; англ. «JJ»), родился в 1987 году. Она оставалась замужем за Форсайтом пока смерть не разлучила их, забрав последнего 18 августа 2017 года. Сейчас Вильнелия, леди Форсайт-Джонсон живёт со своим сыном недалеко от поместья Вентворт Эстейт в английском графстве Суррей.

29 января 2018 года Мерсед впервые открыто рассказала о последних днях, которые она провела с мужем перед его смертью. Она выразила признательность за возможность быть с ним в последний момент. Ей «повезло», что все близкие родственники успели попрощаться с ним на смертном одре. Мерсед вспоминала, что Форсайта окружали все его дочери, которые сопровождали его и вместе смотрели фильмы. Мерсед сказал, что Форсайт мечтал отпраздновать свое столетие в Палладиуме. 